# Tephrina subarenacearia
Tephrina subarenacearia là một loài bướm đêm trong họ Geometridae.